# Rhipidolestes nectans
Rhipidolestes nectans là loài chuồn chuồn trong họ Megapodagrionidae. Loài này được Needham mô tả khoa học đầu tiên năm 1929.